# Новоградовка
Новогра́довка (укр. Новоградівка) — село в Кетрисановской сельской общине Кропивницкого района Кировоградской области Украины.
До 2020 года входило в Бобринецкий район
Население по переписи 2001 года составляло 729 человек. Почтовый индекс — 27251. Телефонный код — 5257. Занимает площадь 1,532 км². Код КОАТУУ — 3520885601.